# Orhan Çıkırıkçı
Orhan Çıkırıkçı est un footballeur turc, né le 15 avril 1967 à Kırklareli, dans le nord-ouest de la Turquie. 
Il évolue au poste d'ailier gauche de la fin des années 1980 au début des années 2000 notamment à Trabzonspor. Il compte 29 sélections pour deux buts inscrits en équipe de Turquie.

## Biographie

### Sélection
Il compte 29 sélections pour deux buts inscrits en équipe de Turquie.